# Podgorica
Podgorica (Подгорица) är Montenegros huvudstad sedan mellankrigstiden. Tidigare var Cetinje landets huvudstad. Vid folkräkningen 2011 hade Podgorica cirka 150 000 invånare, med nästan 190 000 invånare i hela kommunen. 2023 uppskattas befolkningen i kommunen vara 209 968 invånare.

## Historia
Staden tillkom under romartiden och kallades Birziminium. På medeltiden intogs den av slaver som kallade staden Ribnica. Namnet Podgorica användes för första gången år 1326. Podgorica styrdes av det osmanska riket åren 1474-1878, då montenegrinerna befriade den. Formellt tillföll den Montenegro vid Berlinfreden. Under de båda världskrigen bombarderades Podgorica inte mindre än 72 gånger och blev mer eller mindre jämnad med marken. Podgorica kallades under åren 1946—1992 Titograd, för att hedra presidenten Tito. Namnet Podgorica återtogs 2 april 1992 efter en folkomröstning.

## Geografi och klimat
Runtom och igenom staden rinner fyra floder: Morača, Zeta, Cijevna och Ribnica.
Podgorica, som är beläget i den sydöstra delen av Montenegro cirka 40 km från Adriatiska havet har ett subtropiskt klimat och är sommartid bland de varmaste städerna i Europa. Det snöar väldigt sällan i Podgorica och medeltemperaturen (dygnsmaximum) är +10 grader C i januari (genomsnittlig dygnsminimitemperatur i januari är +1 grad). Under juli och augusti ligger genomsnittlig dygnsmaximitemperatur på +32 grader, men är ibland betydligt högre.

## Sport
FK Budućnost och FK Zeta Golubovci är två fotbollslag från staden. KK Buducnost är den största basketklubben i staden. Handbollsklubben ZRK Buducnosts damlag tillhör de bästa i Europa.